# Lądowisko Parczew-Szpital
Lądowisko Parczew-Szpital – lądowisko sanitarne nr 265 w Parczewie przy ul. Kościelnej 136, w województwie lubelskim. Przeznaczone do wykonywania całodobowych startów i lądowań śmigłowców sanitarnych i ratowniczych o dopuszczalnej masie startowej do 5700 kg. Lądowisko posiada strefę przyziemienia (TLOF) o wymiarach 15 m × 15 m o nawierzchni betonowej oraz pole wzlotów (FATO) o wymiarach 25 m × 25 m wykonane z kostki betonowej. 
Zarządzającym lądowiskiem jest Szpital w Parczewie (Samodzielny Publiczny Zakład Opieki Zdrowotnej). W roku 2014 zostało wpisane do ewidencji lądowisk Urzędu Lotnictwa Cywilnego.